# 八路军苏鲁豫支队
八路军苏鲁豫支队，又称苏鲁豫支队，原称苏鲁支队、八路军苏鲁支队，是抗日战争时期，南下华中支援新四军的八路军部队之一。1938年12月成立，主要活动于山东、河南、江苏的交界处。1940年8月16日，部队编入八路军第五纵队第一支队。皖南事变后，该支队改为新四军第三师第七旅。

## 沿革
1938年12月，为发展山东的抗日游击力量，八路军第115师向山东挺近；同月，八路军总部宣布成立苏鲁豫支队。12月底，343旅685团（对外番号“苏鲁豫支队”）进入微山湖地区。当时恰逢投降日本的“苏北剿共救国军第一集团军第一军长兼第一师师长”王献臣部四个团袭击了中共丰县三区抗日武装和国民党丰县常备队，当地国共部队均不敌撤退。中共丰县三区三支队得知苏鲁豫支队驻扎到单县八大家庄，请求苏鲁豫支队支援。12月29日，彭明治率支队在崔庄、韩庄击溃投降日本控制下的中国军隊（下称“伪军”）王献臣部四个团，并击退丰城援助的日军。1939年1月，第343旅685团在微山湖丰县、沛县地区与当地抗日武装山东纵队挺进支队合编，正式命名为苏鲁支队，支队长为彭明治、政委吴法宪、副支队长梁兴初，辖第一、第二、第三大队，隶属于中共中央山东分局领导。1939年2月，挺进支队（原苏鲁人民抗日义勇队第二总队）改编为苏鲁支队第四大队（李贞乾任大队长、郭影秋任政委）。之后，支队争取到沛县武装力量何玉祥团，编为独立大队。
当时中共中央召开六届六中全会，会议批评王明领导的华中工作，取消中共中央长江局；设立中共中央南方局与中共中央中原局，分别由周恩来、刘少奇领导。1939年1月17日，刘少奇代表中原局致电中央书记处，提出苏鲁豫支队在丰沛地区如无大发展，应即令其过陇海铁路南与彭雪枫新四军部会合。3月，支队在丰县、沛县一带越过陇海路，进入夏邑、砀山、虞城、萧县、宿县地区，在陇海路以南拓宽游击根据地。3月25日，苏鲁豫支队三大队、特工连、骑兵连强攻虞城县城，守城将领、虞城维持会会长周志刚率领500余人投降，此战苏鲁豫支队在湖西地区名声大振，但由于日军增援，苏鲁豫支队在县城里活动一天后被迫转移。4月，原活动于宿县地区的抗日游击队赵汇川部编入苏鲁豫支队。6月1日，支队经过激烈战斗，打退日伪联军1700余人向其驻地灵璧以北张山集的进攻，日伪军被毙伤300余人。战役结束后，部队返回永城芒砀山区休整。6月中旬，八路军115师师长陈光抵达驻地，主持部队整编，扩建为旅建制：下辖一大队（原一大队与游击三大队合编）、四大队（原二大队与游击一大队、挺进大队合编）、七大队（原三大队和游击七大队、独立大队合编），整个部队指战员达到8869人。
部队整编后，吴法宪率领一大队过津浦路，进入皖东北活动。梁兴初率四大队调回陇海路以北，巩固湖西地区；七大队和司令部在彭明治率领下，开辟徐州西南地区。同年7月，七大队大队长耿蕴斋、政委郭影秋率部开辟夏邑，并同国民党七县联合办事处协商，建立了夏邑县抗日民主政府，委任邵雨桥（邵光涛）为县长（苏纲担任大队政治处宣传干事），组建了百余人的武装常备队，在夏邑东北部活动。7月23日，支队第三大队一营奔袭夏邑八里庄伪军据点，全歼当地伪军200余人，并协助邵雨桥建立夏邑民主政府第二区区署。期间，支队与新四军游击支队联系，并奉命同张爱萍、刘玉柱等前往皖东北地区。8月，支队一部和六抗三支队配合作战，攻下宿东老韩圩寨，韩路生率部投降。24日至26日，支队在夏邑东太平集与日伪军交战，并最终攻破日军据点。同时，支队一部主力从韩道口西进，先后攻占了胡桥、陈岗、会亭、马头、白庙、朱桥口等地，并建立了夏邑第三区区署。
1938年9月，支队再改回为一、二、三大队。当时支队主力尚在陇海路南作战，而时任中共湖边地委组织部长的王须仁利用苏鲁豫区党委书记白子明和苏鲁豫支队政治部主任兼第四大队政委王凤鸣（又称王风鸣、王宏鸣），制造“肃托事件”，杀害区党委统战部长王文彬等党政军干部300人。苏支副支队长梁兴初带一骑兵班紧急赶赴陇海路南，向支队部报告陇海路北发生肃托事件；在返回途中，梁兴初被王王凤鸣人扣押。得此此事后，支队长彭明治等决定立即率直属队、第三大队等部北返，并打电报向山东分局和115师报告，电请罗荣桓政委速来湖西处理。直至11月初，苏鲁豫支队大部返回朱集、刘元集一带集结，彭明治令王凤鸣等停止捕杀，同时派第三大队参谋长黄炜华到第四大队工作，了解干部被捕情况，并尽快调整、补充干部。不久，山东分局书记郭洪涛、115师政委罗荣桓等赶赴湖西，采取紧急措施制止事态恶化。介于此事影响，115师将支队第四大队整编为东进支队第二大队，令梁兴初率领开赴鲁南接近115师师部进行整训，并由115师直接领导。苏鲁豫支队第一大队留在苏皖边区，配合新四军工作；苏鲁豫支队率直属队和第三大队留在湖西地区。11月10日，支队一部于泗县冯庙击退伪军进攻。同年12月，根据按照中原局指示，苏鲁豫支队在海路以南的部队与组织交由新四军游击支队与中共豫皖苏边区党委管辖，苏鲁豫一大队配合新四军开展苏皖边区工作，苏鲁豫二大队进入山东南部抱犊崮山区，苏鲁豫三大队留守湖西地区。
在苏鲁豫支队部率直属队和第三大队返回陇海路北之后，支队政治委员吴文玉奉命离开苏鲁豫第一大队回到支队部。1940年1月，支队长彭明治赴鲁南参加115师和山东纵队召开的高干会议。2月彭明治返回湖西，一一五师锄奸部长朱涤新奉命随彭明治一同前来，接任苏鲁豫支队政委，吴文玉降职改任支队政治部主任。为加强苏皖边区的第一大队领导，由支队参谋长田维扬兼任第一大队政委，王东保改任第一大队政治处主任。1940年初，苏鲁豫支队机关与第一、第三大队、湖西大队合编为八路军115师教导第一旅，仍沿用苏鲁豫支队番号；同时苏鲁豫二大队东进鲁南，4月二大队扩编为东进支队（11月，东进支队改编为八路军115师教导第五旅）。6月，苏鲁豫支队率三大队南下华中地区。8月16日，八路军新二旅与334旅687团、苏鲁豫支队、陇海南进支队、第四纵队合编入黄克诚领导的八路军第五纵队；其中苏鲁豫支队改为其第一支队。1941年皖南事变后，该支队改为新四军第三师第七旅。

## 编制
1938年10月25日，八路军第115师343旅685团从山西南部孝义地区往柱濮一带出发，离开吕梁山地区，向东越过汾河，在灵石，霍丘间通过同蒲路，来到晋东南，靠近第十八集团军总部集结待命。12月初，八路军总司令朱德，副参谋长左权来到六八五团驻地北马庄，宣布集总命令：以六八五团组建为苏鲁豫支队，挺进苏鲁豫皖边区。
- 支队长彭明治、副支队长梁兴初、政治委员吴法宪、参谋长田维扬、政治部主任王凤鸣[19]，所辖
  - 第一大队：大队长胡炳云、教导员王东保
  - 第二大队：大队长周长胜、教导员蔡元兴
  - 第三大队：大队长刘忠英、教导员罗友荣

1939年初，部队抵达微山湖后进行整编：
- 支队司令为彭明治，政委吴法宪，副司令梁兴初，参谋长田维扬。下辖：
  - 第一大队：大队长胡炳云、副大队长张万春，政委王东保、田维扬，主任宋维轼；
  - 第二大队：大队长周长胜，政委蔡元兴（1939年6月1日，在张山集交战中牺牲[29]，一说在同年年初铜山县作战牺牲[30]）、曾子贤；
  - 第三大队：大队长刘忠英（1939年在丰沛地区作战牺牲[30]），政委蔡文福[31]
  - 独立大队：大队长蒋兴科，副大队长何玉祥
  - 挺进支队：大队长李贞乾、政委郭影秋、参谋长孙鹤一
  - 游击一大队：大队长郭廷芳
  - 游击二大队：大队长李仁山
  - 游击三大队：大队长张万春、政委石英
  - 湖西大队：大队长聂凤章
  - 七大队：大队长耿蕴斋、政委兰廷辉

1939年6月，苏鲁豫支队再次整编：
- 司令彭明治、政委吴法宪（1940年2月改朱涤新），副司令梁兴初、副主任郭成柱
  - 第一大队（原一大队、游击三大队）：大队长胡炳云、政委王东保、副大队长张万春、参谋长钟玉祥、主任宋维轼
  - 第四大队（原第二大队、游击一大队、挺进支队）：大队长梁兴初、政委王凤鸣、参谋长颜立荣、主任罗友荣
  - 第七大队（原第七大队、第三大队、独立大队）：大队长耿蕴斋（后改周长胜），政委郭影秋、主任邱子明（后改宋维轼、兰廷辉），参谋长田维扬（后改黄炜华）
  - 西湖大队：大队长王良太、政委罗友荣

## 相关
- 1938年八路军编制序列
- 1940年八路军编制序列
- 1940年新四军编制序列
- 新四军游击支队
- 八路军陇海南进支队
- 新四军第3师
- 中国人民解放军陆军第七十九集团军